# Alfred Erhart

Tabernakel in St. Urban (Freiburg im Breisgau), Legende des heiligen Urban I.

Alfred Erhart (* 12. März 1928 in Freiburg im Breisgau; † 18. Januar 1984 in Stegen-Eschbach) war ein deutscher Bildhauer.
Nach dem Abitur am Berthold-Gymnasium Freiburg 1947 studierte er bis 1952 an der Staatlichen Höheren Fachschule für Edelmetallgewerbe in Schwäbisch Gmünd. Dann richtete er in der Freiburger Talstraße seine erste Werkstatt ein. 1958 heiratete er die Lehrerin Maria Stella Karle, mit der er fünf Kinder hatte. 1966/68 baute er im Stegener Ortsteil Eschbach ein eigenes Haus. Am Kolleg St. Sebastian in Stegen wirkte er ab 1972 auch als Werklehrer für Bildende Kunst. Er publizierte auch kunsthistorische Aufsätze.
Er gestaltete zahlreiche religiöse Kunstgegenstände, meist aus Metall und vornehmlich in Baden-Württemberg. Hermann Brommer zählt in einer provisorischen Liste 77 größere Werke auf, darunter Tabernakel und Ambo der Pfarrkirche St. Urban in Freiburg-Herdern und das Hauptportal von St. Stephan in Karlsruhe. Nachdem er schon 1972 den Hirtenstab für den Freiburger Erzbischof Oskar Saier angefertigt hatte, schuf er 1983 als sein letztes Werk den Hirtenstab für den zum Bischof von Mainz ernannten Karl Lehmann.